# Na pomoc životu
Na pomoc životu je dokumentární vzdělávací cyklus České televize o každodenním životě pacientů s běžnými nemocemi. Je vysílán od roku 2006. Jednotlivé díly mají délku 15-20 minut.

## Seznam odvysílaných dílů
| Název dílu                          | Odkaz do archivu ČT       |
| ----------------------------------- | ------------------------- |
| Akutní leukémie u dětí              | Spustit z videoarchivu ČT |
| Artróza II.                         | Spustit z videoarchivu ČT |
| Astma                               | Spustit z videoarchivu ČT |
| Cévní mozková příhoda               | Spustit z videoarchivu ČT |
| Cukrovka                            | Spustit z videoarchivu ČT |
| Cukrovka a její nejmodernější léčba | Spustit z videoarchivu ČT |
| Dar života 1                        | Spustit z videoarchivu ČT |
| Dar života 2                        | Spustit z videoarchivu ČT |
| Dech života                         | Spustit z videoarchivu ČT |
| Hypoglykémie                        | Spustit z videoarchivu ČT |
| Chronická obstrukční plicní nemoc   | Spustit z videoarchivu ČT |
| Idiopatické střevní záněty          | Spustit z videoarchivu ČT |
| Jak nově v léčbě diabetu            | Spustit z videoarchivu ČT |
| Mnohočetný myelom                   | Spustit z videoarchivu ČT |
| Nemalobuněčný karcinom plic         | Spustit z videoarchivu ČT |
| Operace kavernomu v mozkovém kmenu  | Spustit z videoarchivu ČT |
| Rakovina jater                      | Spustit z videoarchivu ČT |
| Rakovina ledvin                     | Spustit z videoarchivu ČT |
| Rakovina prostaty                   | Spustit z videoarchivu ČT |
| Rakovina prsu                       | Spustit z videoarchivu ČT |
| Rakovina prsu II                    | Spustit z videoarchivu ČT |
| Rakovina tlustého střeva            | Spustit z videoarchivu ČT |
| Rakovina v rodině                   | Spustit z videoarchivu ČT |
| Rakovina vaječníků                  | Spustit z videoarchivu ČT |
| Sladký život                        | Spustit z videoarchivu ČT |
| Suché oko                           | Spustit z videoarchivu ČT |
| Trombóza                            | Spustit z videoarchivu ČT |
| Ulcerózní kolitida                  | Spustit z videoarchivu ČT |